# Xysticus nitidus
Xysticus nitidus là một loài nhện trong họ Thomisidae.
Loài này thuộc chi Xysticus. Xysticus nitidus được Hsen Hsu Hu miêu tả năm 2001.